# Kroženje žvepla
Kroženje žvepla je premešanje žvepla med zrakom, organizmi in zemeljsko skorjo. Velika količina žvepla je v vodah, prsti in kamninah, vendar je velikokrat v obliki netopnih mineralov oziroma sulfatov težkih kovin ter kalcijevih sulfatov. Žveplo oziroma del žvepla je v obliki strupenega in za rastline neuporabnega žveplovodika ali vodikovega sulfida. Za avtotrofne rastline najlažja absorbirajoča oblika žvepla so sulfati. Avtotrofi pa vsebujejo žveplo v beljakovinah, ki so ena izmed sestavin hrane za živali. V kroženju žvepla sodelujejo žveplove bakterije, ki žveplovodik oksidirajo v žveplovo kislino.